# Та (кана)
た в хирагане и タ в катакане — символы японской каны, используемые для записи ровно одной моры. В системе Поливанова записывается кириллицей: «та», в международном фонетическом алфавите звучание записывается: /ta/. В современном японском языке находится на шестнадцатом месте в слоговой азбуке, после そ и перед ち.

## Происхождение
た произошёл от кандзи 太, а タ от кандзи 多.

## Написание
|  |  |

## Коды символов вкодировках
- Юникод:
  - た: U+305F,
  - タ: U+30BF.